# Morgan Plata
Morgan Plata  nasceu na (Cidade do México dia 11 de dezembro de 1981).
é um jogador da selecção Mexicana de Futebol de Praia. Actua como avançado.

## Palmarés
- Vice-Campeão do Torneio de Qualificação da CONCACAF para o Campeonato do Mundo de Futebol de Praia FIFA 2007.

- Vice-Campeão do Campeonato do Mundo de Futebol de Praia FIFA 2007.

- Campeão do Torneio de Qualificação da CONCACAF para o Campeonato do Mundo de Futebol de Praia FIFA 2008.

Prémios Individuais:
- 2º Melhor Marcador do Campeonato do Mundo de Futebol de Praia FIFA 2007.

- 3º Melhor Jogador do Campeonato do Mundo de Futebol de Praia FIFA 2007.